# 碧湖公園
碧湖公園位於臺灣臺北市內湖區，是以湖為主體的社區公園。地點位於內湖盆地北側，大約為內湖路二段、內湖路二段103巷、環山路三段所圍起來的範圍。公園面積達13公頃，園內的內湖大埤面積約7公頃。
內湖大埤本來為灌溉農田的蓄水池塘，由七星農田水利會管理。在1987年由於灌溉需求下降，因此將內湖大埤興建為公園，改由台北市政府管理，在1989年完成湖濱綠化後命名為碧湖公園，與距離2公里的大湖公園合稱為「內湖雙璧」。

## 園內設施
- 管理中心：一樓設有自修室。

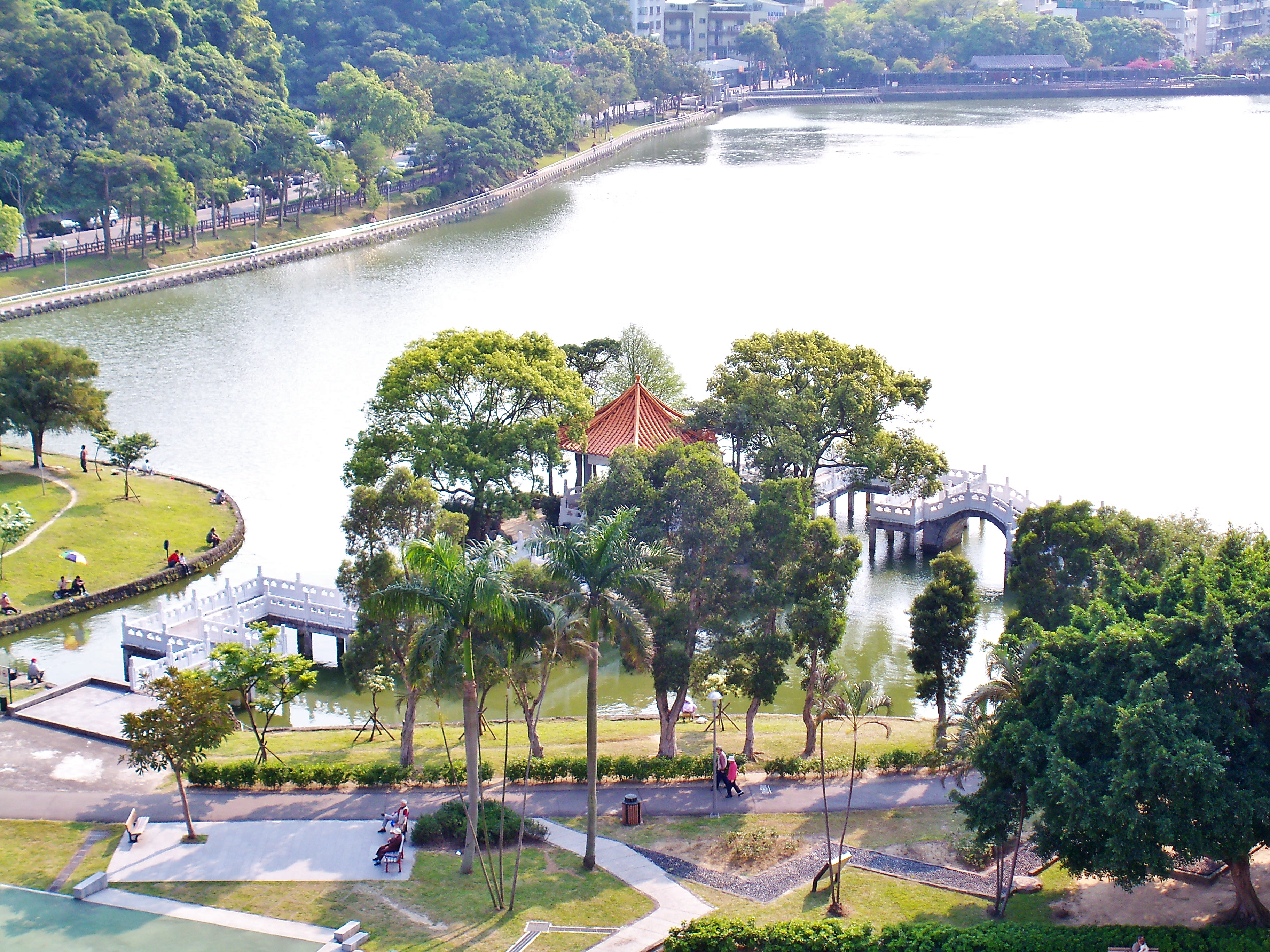
碧湖湖畔九曲橋與涼亭

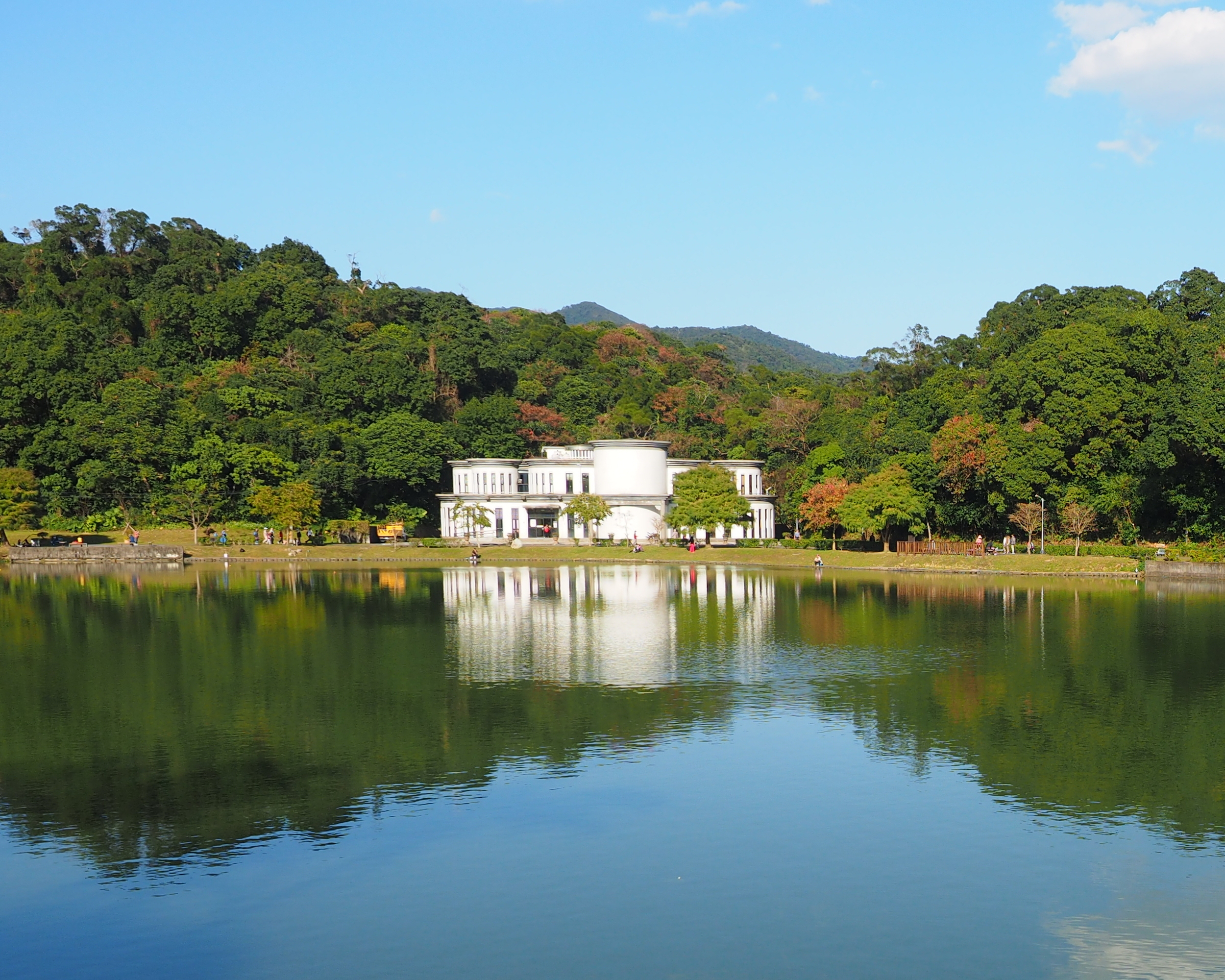
位於湖邊的管理中心

- 環湖步道：約1.5公里，步行20分鐘能繞行一圈。
- 涼亭：採中國式園林建築。
- 九曲橋
- 登山小徑：共有6條登山小徑。
- 碧水亭
- 碧山亭
- 兒童遊戲場
- 網球場
- 游泳池

## 公園週邊

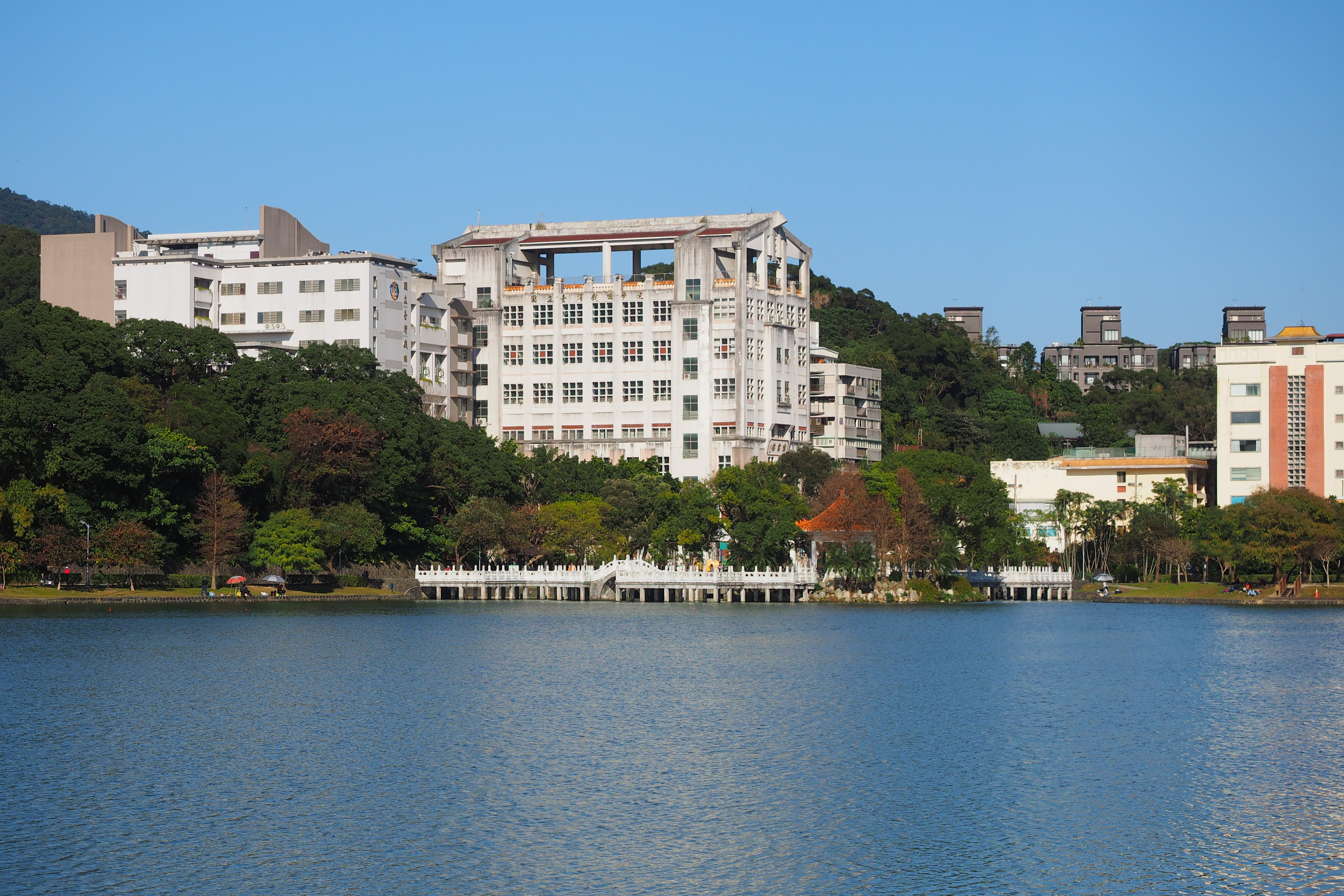
位於湖畔的國立臺灣戲曲學院內湖校區

- 文德站
- 國立臺灣戲曲學院內湖校區
- 達人女中
- 內湖國小
- 內湖高中
- 麗山高中

## 外部連結
- 台北旅遊網－ 碧湖公園 （页面存档备份，存于）
- 碧湖公園綠地 - 公園走透透 （页面存档备份，存于）
- 碧湖公園  游泳池 臺北市政府體育局 （页面存档备份，存于）
- 碧湖公園  網球場 臺北市政府體育局 （页面存档备份，存于）